# Nhóm ngôn ngữ Occitan-Rôman

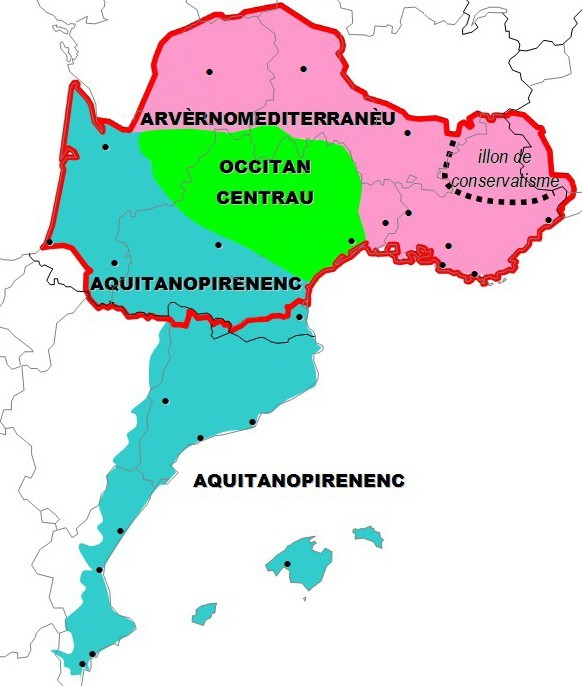
Phân loại siêu phương ngữ Occitan-Rôman theo P. Bec

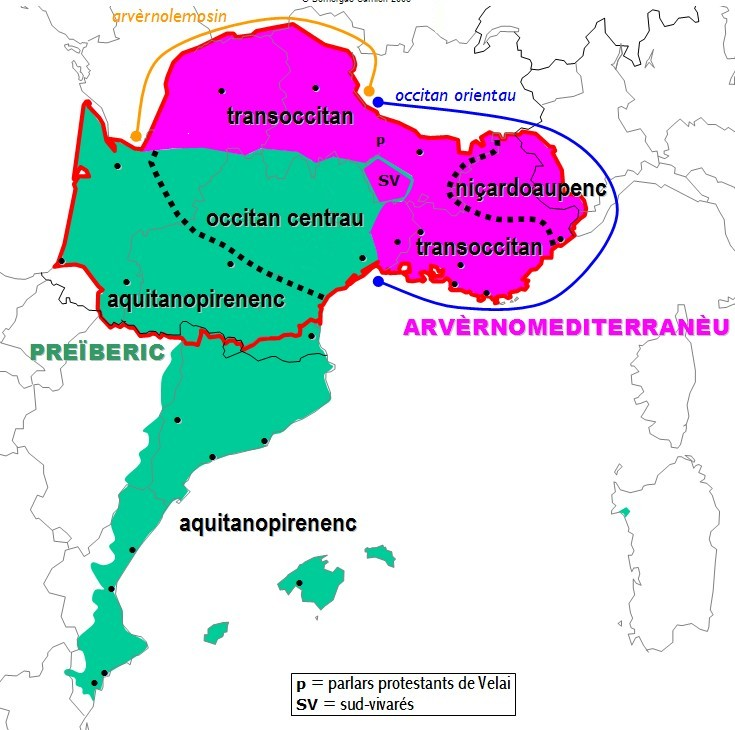
Phân loại siêu phương ngữ Occitan-Rôman theo D. Sumien

Nhóm ngôn ngữ Occitan-Rôman hoặc Gaul-Narbon (tiếng Catalunya: llengües occitanoromàniques, tiếng Occitan: lengas occitanoromanicas), hay hiếm khi cũng được gọi là Đông Iberia, là một nhánh của nhóm ngôn ngữ Rôman bao gồm tiếng Occitan-Valencia và tiếng Catalunya được nói ở các phần của miền Nam Pháp và Đông bắc Tây Ban Nha. Tiếng Aragon, một ngôn ngữ nằm trong nhóm ngôn ngữ Tây Iberia đôi khi cũng được đưa vào nhóm này do chịu ảnh hưởng đáng kể từ nhóm.

## Phạm vi
Nhóm này bao gồm các ngôn ngữ của miền nam nước Pháp (Occitan bao gồm Bắc Catalunya), miền đông Tây Ban Nha (Catalunya, Valencia, Quần đảo Baleares, La Franja, Carche), cùng với Andorra, Monaco, một phần của Ý (thung lũng Occitan, Alghero, Guardia Piemontese), và trong lịch sử ở Hạt Tripoli và lãnh địa của Vương quyền Aragon. Sự tồn tại của nhóm ngôn ngữ này được thảo luận trên cả cơ sở ngôn ngữ và chính trị.

## Phân loại
Theo một số nhà ngôn ngữ học cả tiếng Occitan và tiếng Catalunya nên được xếp vào nhóm ngôn ngữ Gaul-Rôman. Các nhà ngôn ngữ học khác đồng tình trường hợp tiếng Occitan nhưng coi tiếng Catalonia là một phần của nhóm ngôn ngữ Iberia-Rôman.
Vấn đề tranh luận là chính trị vì nó là ngôn ngữ vì sự phân chia vào các nhóm ngôn ngữ Gaul-Rôman và Iberia-Rôman bắt nguồn từ các quốc gia hiện tại Pháp và Tây Ban Nha và do đó dựa trên các tiêu chí lãnh thổ hơn là tiêu chí lịch sử và ngôn ngữ. Một trong những người ủng hộ sự thống nhất của các ngôn ngữ tại Bán đảo Iberia là nhà triết học Tây Ban Nha Ramón Menéndez Pidal, và trong một thời gian dài, những người khác như nhà ngôn ngữ học người Thụy Sĩ, ông Wilhelm Meyer-Lzigke (Das Katalanische, Heidelberg, 1925) đã ủng hộ quan hệ họ hàng của tiếng Occitan và tiếng Catalunya.
Hầu hết các nhà ngôn ngữ học tách biệt tiếng Catalunya và tiếng Occitan, nhưng cả hai ngôn ngữ đã được coi như là một bởi những nghiên cứu của các nhà ngôn ngữ học Occitan khi cố gắng phân loại các phương ngữ của tiếng Occitan trong các nhóm siêu phương ngữ, như trường hợp của Pierre Bec và gần đây hơn là của Domergue Sumien.